# Старопесьяне
Старопесья́не (рос. Старопесьяное) — присілок у складі Варгашинського району Курганської області, Росія. Входить до складу Варгашинської селищної ради.
Населення — 1 особа (2010, 9 у 2002).